# Берті Пікок
Берті Пікок (англ. Bertie Peacock, 29 вересня 1928, Колрейн — 22 липня 2004) — північноірландський футболіст, що грав на позиції півзахисника, зокрема, за «Селтік», а також національну збірну Північної Ірландії. По завершенні ігрової кар'єри — тренер.

## Клубна кар'єра
У дорослому футболі дебютував 1945 року виступами за команду «Колрейн», в якій провів два сезони. Згодом протягом 1947—1949 років захищав кольори «Гленторана».
Своєю грою за останню команду привернув увагу представників тренерського штабу шотландського «Селтіка», до складу якого приєднався 1949 року. Відіграв за команду з Глазго наступні дванадцять сезонів своєї ігрової кар'єри. Більшість часу, проведеного у складі «Селтіка», був основним гравцем команди. За цей час виборов титул чемпіона Шотландії, а також по два рази ставав володарем Кубка Шотландії і Кубка шотландської ліги
1961 року повернувся до рідного «Колрейна», кольори якого захищав до 1971 року. 1962 грав в оренді за канадський клуб «Гамільтон Стілерс».

## Виступи за збірну
1951 року дебютував в офіційних матчах у складі національної збірної Північної Ірландії. Протягом кар'єри у національній команді, яка тривала 11 років, провів у її формі 31 матч, забивши 2 голи.
Був основним гравцем північноірландців на чемпіонаті світу 1958 року у Швеції, де взяв участь у чотирьох іграх.

## Кар'єра тренера
1961 року очолив тренерський штаб команди «Колрейн» як граючий тренер, а через десять років зосередився на тренерській роботі. Тренував цю команду до 1974 року, здобувши низку національних трофеїв, серед яких перемога у чемпіонаті Північної Ірландії у 1974.
Протягом 1962—1967 років поєднував тренерську роботу на клубному рівні з керівництвом збірною Північної Ірландії. Згодом співпрацював з національною командою в інших ролях, зокрема на початку 1980-х був асистентом її головного тренера Біллі Бінгема.
Помер 22 липня 2004 року на 76-му році життя.

## Титули і досягнення

### Як гравця
- Чемпіон Шотландії (1):

«Селтік»: 1953–1954
- Володар Кубка Шотландії (2):

«Селтік»: 1950—1951, 1953—1954
- Володар Кубка шотландської ліги (2):

«Селтік»: 1956—1957, 1957—1958

### Як тренера
- Чемпіон Північної Ірландії (1):

«Колрейн»: 1973–1974